# Сан-Сильвестро-ін-Капіте
Церква Сан-Сільвестро-ін-Капіте (італ. San Silvestro in Capite) — римо-католицька базиліка і мала титулярна церква в Римі, присвячена  святому папі Сільвестру I. Побудована у 8 столітті як храм для мощей святих і мучеників з катакомб, Церква є національною Церквою м. Латинське слово "in capite" стосується фрагменту голови Івана Хрестителя, який зберігається там як реліквія, в каплиці, ліворуч від входу. Друга римська церква, присвячена святому Сильвестру є Сан Сільвестро аль Квіріналє. 

## Історія

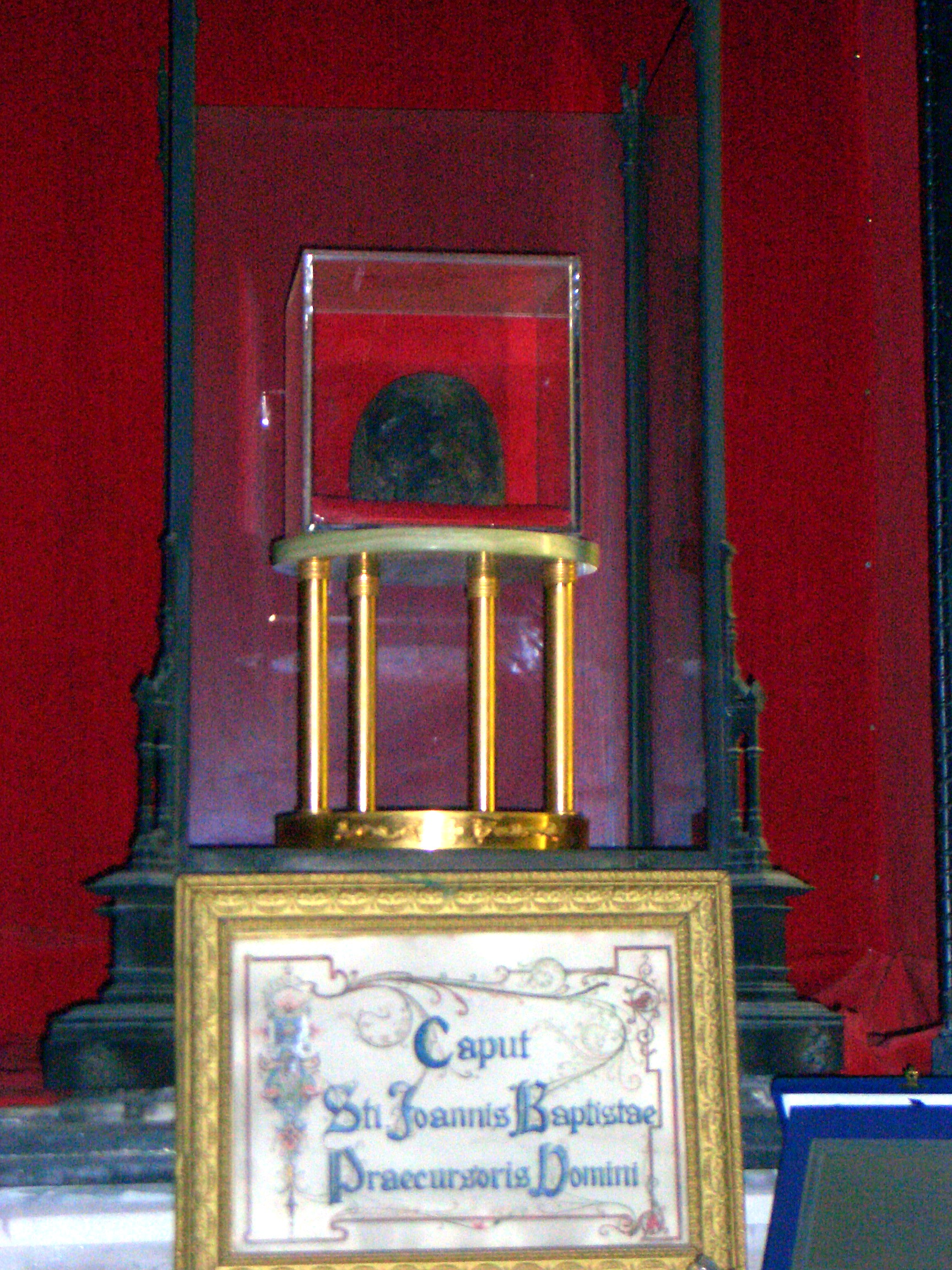
Фрагмент голови Івана Хрестителя

Папа Павло I розпочав будівництво церкви 2 червня 761 року, як будинку шанованих реліквій ранньохристиянських святих, які були поховані в катакомбах. Оригінальний храм був побудований у 8 столітті папою Павлом I і папою Стефаном III, на вершині руїн язичницького храму, присвяченого Аполлону. Церква була перебудована пізніше, як і додана дзвіниця з романськими аркадами у 1198 році під час папства Інокентія III. У 13 столітті церква була передана в дар Клариссам. Вона була перебудований архітектором Франческо да Вольтерра і Карло Мадерно у 1591- 1601 роках, а згодом відремонтована у 1681 році. Мощі папи Сильвестра I, папи Стефана I і Діонісія викопали і знову переховали під вівтарем, коли новий храм був освячений в 1601 році. Церква також містить мощі святого Тарцизія. Церква Сан Сільвестро ін Капіте була надана англійським католикам папою Левом XIII у 1890 році, і обслуговується ірландськими Паллотинами. Літургії таким чином, регулярно вирушають англійською мовою. Церква Сан Сільвестро ін Капіте є національною церквою Великої Британії в Римі. Храм також служить церквою для філіппінської громади Риму.

## Титулярна церква
Кардинал-священик з титулом Сан Сільвестро ін Капіте є Десмонд Коннелл, ірландський кардинал, колишній архієпископ Дубліна. Він був призначений 21 лютого 2001 року на місце Джорджа Безіла Х'ьюма (†1999).